# Claudia Breitsprecher
Claudia Breitsprecher (* 1964 in Westfalen) ist eine deutsche Roman- und Sachbuchautorin.

## Leben
Claudia Breitsprecher wuchs in West-Berlin auf. Nach dem Abitur studierte sie Soziologie, Psychologie und Politik an der Freien Universität und schloss mit dem Diplom in Soziologie ab. Sie nahm eine Beschäftigung im Bildungs- und Sozialbereich auf und entwickelte Interesse an feministischen Fragestellungen. Breitsprecher engagiert sich in der Autorinnenvereinigung.
Sie begann ihre Autorentätigkeit mit einem Sachbuch und widmete sich mehr und mehr der literarischen Prosa. Gemeinsam mit ihrer Frau lebt und arbeitet sie in Berlin.

## Werke
- Das hab ich von Dir – Warum Mütter für Töchter so wichtig bleiben. Kreuz-Verlag, Stuttgart, Zürich 2002, ISBN 3-7831-2155-8.
- Vor dem Morgen liegt die Nacht. Verlag Krug & Schadenberg, Berlin 2005, ISBN 978-3-930041-50-3.
- Bringen Sie doch Ihre Freundin mit – Gespräche mit lesbischen Lehrerinnen. Verlag Krug & Schadenberg, Berlin 2007, ISBN 978-3-930041-57-2.
- Auszeit. Verlag Krug & Schadenberg, Berlin 2011, ISBN 978-3-930041-79-4.[1]
- Hinter dem Schein die Wahrheit, Verlag Krug & Schadenberg, Berlin 2017, ISBN 978-3-95917-007-9

## Auszeichnungen
- 2007 für die Kurzgeschichte Little Boy den 3. Preis des 6. Autorinnenforums Berlin-Rheinsberg.